# Echeta dichroma
Echeta dichroma là một loài bướm đêm thuộc phân họ Arctiinae, họ Erebidae.